# Michu
Miguel Pérez Cuesta (Oviedo, España, 21 de marzo de 1986), conocido como Michu, es un exfutbolista español. Actualmente es el director deportivo del Burgos C. F. En mayo de 2024, con contrato activo hasta junio de 2025, prolonga su vinculación al equipo burgalés hasta junio de 2027
Su hermano Hernán es entrenador y también fue futbolista.

## Trayectoria como jugador
Se formó en las categorías inferiores del Real Oviedo y debutó en Tercera División con el primer equipo el día 26 de octubre de 2003, en un encuentro disputado ante el Club Siero en el que anotó el gol de la victoria oviedista. En la temporada 2004/05 contribuyó al ascenso a Segunda División B del Real Oviedo logrando el primer tanto de su equipo durante el partido de ida de la promoción contra el Real Ávila C. F., que finalizó con una victoria a domicilio por 1-5. Después de dos campañas en la categoría de bronce, el conjunto azul no pudo eludir el descenso a Tercera División y Michu fue traspasado al R. C. Celta de Vigo "B" en el mes de julio de 2007.
Mediada la temporada 2007/08 jugó su primer partido en Segunda División con el R. C. Celta de Vigo; su debut se produjo el día 16 de marzo de 2008 en el estadio de Balaídos ante el Albacete Balompié. En la campaña 2010/11 ayudó al conjunto vigués a clasificarse para el play-off de ascenso a Primera División anotando seis goles durante la competición regular. En la promoción, consiguió el tanto de la victoria de su equipo en el partido de ida ante el Granada C. F.; sin embargo, en la vuelta, tras igualar los andaluces la eliminatoria, falló su lanzamiento en la tanda de penaltis y el Celta quedó apeado del encuentro final por el ascenso.
El 8 de agosto de 2011 fue presentado oficialmente como jugador del Rayo Vallecano de Madrid, equipo que había ascendido a Primera División esa misma temporada tras finalizar la competición en segundo puesto. Disputó su primer encuentro en la máxima categoría el 28 de agosto ante el Athletic Club en el estadio de San Mamés. Posteriormente, el 18 de septiembre, se estrenó como goleador ante el Getafe C. F. y dio la victoria a su equipo por 0-1 en el Coliseum de Getafe. El 24 de septiembre, marcó el gol más rápido encajado por el Real Madrid C. F. en el estadio Santiago Bernabéu, a los quince segundos del inicio del encuentro. El 7 de abril de 2012, en el partido en que se enfrentaban el Rayo Vallecano y el C. A. Osasuna, Michu anotó dos goles de los seis que marcó su equipo. Terminó la temporada 2011/12 habiendo anotado quince goles, cifra que lo llevó a ser el centrocampista más goleador de la categoría.
El 20 de julio de 2012 se anunció su fichaje por el Swansea City A. F. C., de la Premier League de Inglaterra. En su estreno, frente al Queens Park Rangers F. C., consiguió marcar dos tantos y dar una asistencia de gol en la victoria de su equipo por 0-5. Además, obtuvo el premio al jugador más valioso de la jornada 1. En su segundo partido, disputado frente al West Ham United F. C., volvió a anotar otro gol más contribuyendo al 3-0 con el que se impuso el Swansea al equipo londinense. Apareció en los dos primeros onces ideales de la jornada de la Premier.
El 17 de julio de 2014 fue cedido a préstamo con opción de compra al S. S. C. Napoli italiano. El 9 de agosto debutó con la camiseta azzurra, en la Ronda de play-off de la Champions contra el Athletic Club, substituyendo a Marek Hamšík en el minuto 78'. En noviembre se sometió a una operación de tobillo, terminando así su temporada en Italia.
En el mercado invernal de la temporada 2015-2016 rescindió lo que le quedaba de contrato con el Swansea y ficha por el Unión Popular de Langreo de la Tercera división de España entrenado por su hermano. El 7 de enero de 2016, el jugador asturiano salió desde el banquillo del partido disputado contra el CD Covadonga, partido correspondiente a la jornada 20 del Grupo II.
El 19 de agosto de 2016 el Real Oviedo hace oficial su fichaje con un contrato por 2 temporadas. El 25 de julio de 2017, anuncia su retirada (a causa de las lesiones), mediante un comunicado en sus redes sociales.

## Selección nacional
Recibió su primera y única convocatoria con la selección española el 6 de octubre de 2013 para disputar dos encuentros de la fase de clasificación para el Mundial 2014 frente a Bielorrusia y Georgia. Finalmente disputó 57 minutos saliendo de titular correspondientes al primero de los encuentros, en el que España ganó 2-1 a Bielorrusia.

## Trayectoria en dirección deportiva
Tras colgar las botas en 2017, entró a formar parte del U.P. Langreo (3.ª División), donde su hermano Hernán era entrenador desde 2015,  ocupando la dirección deportiva. En su primera temporada el histórico conjunto del Hermanos Ganzábal lograba regresar a 2.ªB tras 3 temporadas en 3.ª División, mientras en su segunda temporada al frente de la dirección deportiva del conjunto asturiano el club marcharía en una destacada 9.ª posición.
En abril de 2019, se convierte en secretario técnico del Real Oviedo, donde sustituye a Ángel Martín González. El fichaje de Michu, canterano, accionista y abonado del club carbayón, generaría mucha ilusión entre la afición ovetense. En noviembre de 2019 abandona la secretaría técnica del Oviedo, alcanzando un acuerdo con el club para rescindir su contrato, renunciando a todas las cantidades que debía percibir hasta junio de 2021.
Unas semanas después, en diciembre de 2019 es presentado como director deportivo del Burgos CF de la Segunda División B, firmando un contrato hasta junio de 2023.

## Estadísticas
Actualizado al último partido disputado el 21 de mayo de 2017.
| Real Oviedo · España |               |               |     |    |    |    |    |     |      |      |      |
| 3.ª | 2003-04       | 20            | 3   | -  | -  | -  | -  | 20  | 3    | 0,16 |      |
| 3.ª | 2004-05       | 18            | 4   | -  | -  | -  | -  | 18  | 4    | 0,21 |      |
| 2.ªB | 2005-06       | 31            | 3   | 3  | 0  | -  | -  | 34  | 3    | 0,09 |      |
| 2.ªB | 2006-07       | 31            | 4   | -  | -  | -  | -  | 31  | 4    | 0,12 |      |
| 2.ª | 2016-17       | 27            | 1   | 1  | 2  | -  | -  | 28  | 3    | 0,20 |      |
| Total club | Total club    | 127           | 14  | 4  | 2  | -  | -  | 131 | 16   | 0,12 |      |
| Celta de Vigo B · España |               |               |     |    |    |    |    |     |      |      |      |
| 2.ªB | 2007-08       | 28            | 10  | -  | -  | -  | -  | 28  | 10   | 0,36 |      |
| Total club | Total club    | 28            | 10  | -  | -  | -  | -  | 28  | 10   | 0,36 |      |
| Celta de Vigo · España |               |               |     |    |    |    |    |     |      |      |      |
| 2.ª |               |               |     |    |    |    |    |     |      |      |      |
| 2007-08 | 14            | 1             | -   | -  | -  | -  | 14 | 1   | 0,07 |      |      |
| 2008-09 | 26            | 1             | 2   | 0  | -  | -  | 28 | 1   | 0,04 |      |      |
| 2009-10 | 30            | 6             | 6   | 2  | -  | -  | 36 | 8   | 0,22 |      |      |
| 2010-11̈ | 33            | 7             | 1   | 0  | -  | -  | 34 | 7   | 0,21 |      |      |
| Total club | Total club    | 103           | 15  | 9  | 2  | -  | -  | 112 | 17   | 0,15 |      |
| Rayo Vallecano · España |               |               |     |    |    |    |    |     |      |      |      |
| 1.ª | 2011-12       | 37            | 15  | 3  | 2  | -  | -  | 40  | 17   | 0,44 |      |
| Total club | Total club    | 37            | 15  | 3  | 2  | -  | -  | 40  | 17   | 0,44 |      |
| Swansea City Gales |               |               |     |    |    |    |    |     |      |      |      |
| 1.ª | 2012-13       | 35            | 18  | 8  | 4  | -  | -  | 43  | 22   | 0,51 |      |
| 1.ª | 2013-14       | 17            | 1   | -  | -  | 7  | 4  | 24  | 5    | 0,25 |      |
| Total club | Total club    | 52            | 19  | 8  | 4  | 7  | 4  | 67  | 28   | 0,42 |      |
| SSC Napoli · Italia |               |               |     |    |    |    |    |     |      |      |      |
| 1.ª | 2014-15       | 3             | 0   | -  | -  | 3  | 0  | 6   | 0    | 0    |      |
| Total club | Total club    | 3             | 0   | -  | -  | 3  | 0  | 6   | 0    | 0    |      |
| UP de Langreo · España | 3.ª           | 2015-16       | 17  | 10 | -  | -  | -  | -   | 17   | 10   | 0,60 |
| UP de Langreo · España | Total club    | Total club    | 17  | 10 | -  | -  | -  | -   | 17   | 10   | 0,60 |
| Total carrera | Total carrera | Total carrera | 355 | 83 | 23 | 10 | 10 | 4   | 388  | 97   | 0,25 |
| (1) Incluye datos de la Copa del Rey (2005-06,2008-2012,2016-Act.), Capital One Cup (2012-2014) y FA Cup (2012-2014). (2) Incluye datos de la UEFA Europa League (2013-14). (3) Media de goles por encuentro. No incluye goles en partidos amistosos. |               |               |     |    |    |    |    |     |      |      |      |

- Fuente: Ceroacero.es,  Fichajes.com y bdfutbol.com.

## Palmarés

### Campeonatos nacionales
| Título                      | Club                  | País       | Año  |
| --------------------------- | --------------------- | ---------- | ---- |
| Tercera División (Grupo II) | Real Oviedo           | España     | 2004 |
| Tercera División (Grupo II) | Real Oviedo           | España     | 2005 |
| Copa de la Liga             | Swansea City A. F. C. | Inglaterra | 2013 |
| Supercopa de Italia         | S. S. C. Napoli       | Italia     | 2014 |